# Luk chup
Luk chup (thajsky ลูก ชุบ) je druh thajského dezertu velmi podobný marcipánu. Původní recept byl dovezen z Portugalska, kde se mu říká massapão. Portugalci používali jako hlavní složku mandle, ale vzhledem k nedostatku mandlí v Thajsku byly nahrazeny mungy.

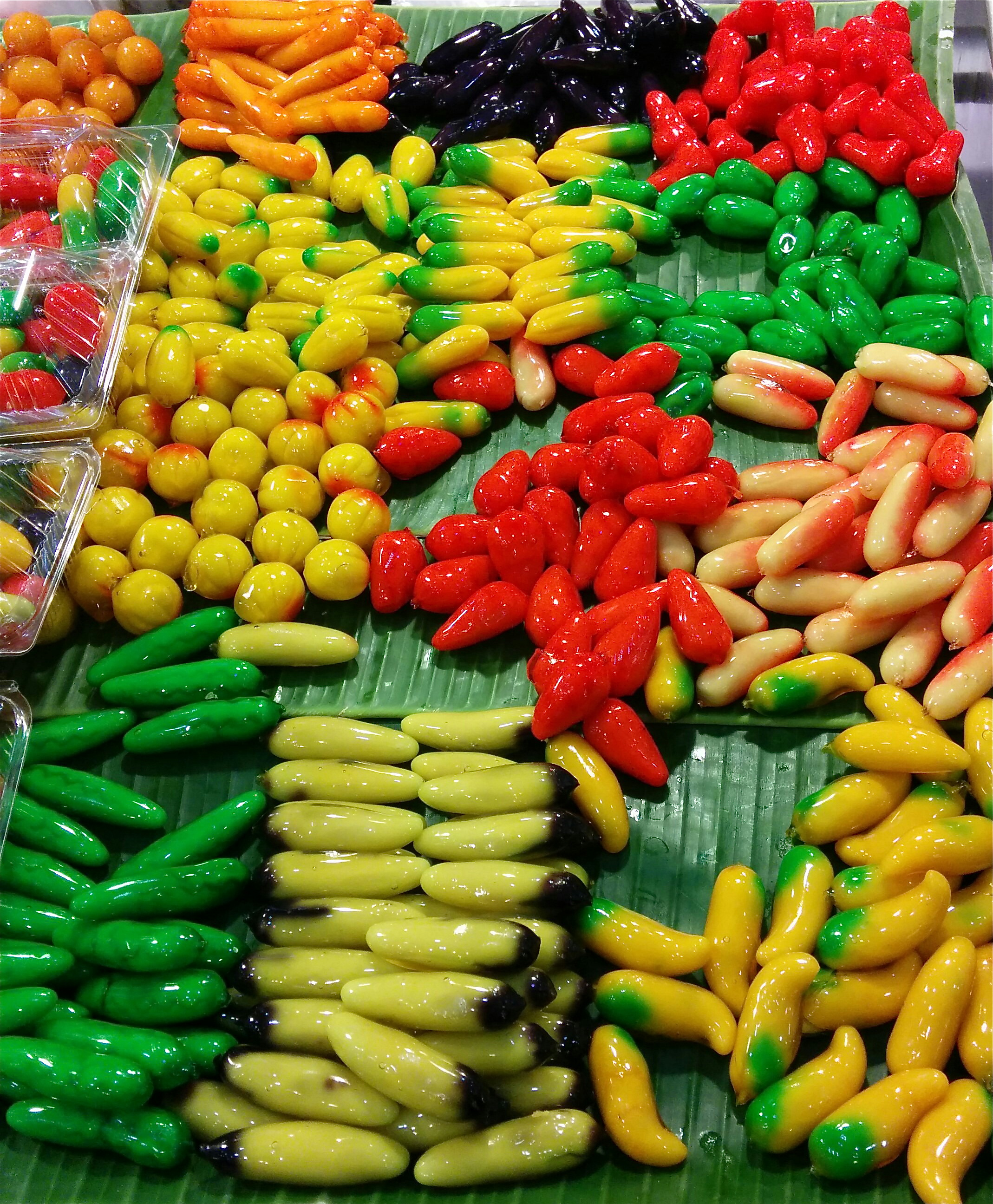
Luk chup modelované do tvaru ovoce

## Historie a příprava
V minulosti to byl pokrm připravovaný pouze pro krále, členy královské rodiny a šlechtu. Luk chup je zpracován do tvarů ovoce nebo zeleniny, jako je mango, chilli a pomeranč. K ingrediencím pro přípravu luk chup patří mungo fazole, kokosové mléko, cukr, želatina, voda a potravinářské barvivo. Fazole, kokosové mléko a cukr se smíchají do husté pasty, z které se potom vytvoří luk chup. Poté se barví potravinářským barvivem nebo je ponořeno do želatiny, čímž získá lesklý povrch.